# Cuphea cataractarum
Cuphea cataractarum là một loài thực vật có hoa trong họ Lythraceae. Loài này được Spruce ex Koehne mô tả khoa học đầu tiên năm 1877.